# Приска
Приска (лат. Prisca; ? —315) — дружина римського імператора Діоклетіана та мати їхньої доньки Галерії Валерії.

## Життєпис
Про її походження та родину немає відомостей.  За натяками Лактанція, Приска, ймовірно, сповідувала християнство та підтримувала християнські громади. Втім на початку Великого гоніння в 303 році вона здійснила жертвоприношення давньоримським богам. Коли 305 року Діоклетіан добровільно зрікся престолу, Приска разом з донькою Галерією Валерією переїхала до міста Салоніки.
Відтоді жінка та дочка Діоклетіана перебували під захистом імператора Галерія, що був зятем Приски. Після смерті Галерія в 311 році обидві жінки опинилася під опікою імператора Ліцинія, втім згодом вони утекли до претендента на трон Максиміна Дази. Він змушував Приску одружитися, проте вона відмовилася. Згодом Максимін заслав Приску до Сирії, конфіскувавши її майно. 
У 313 році після перемоги Ліцинія над Максиміном Дазою в битві при Тзіраллі Приска знову опинилася в руках Ліцинія. У 315 році він  стратив Приску разом з Галерією Валерією.